# Лінія краси

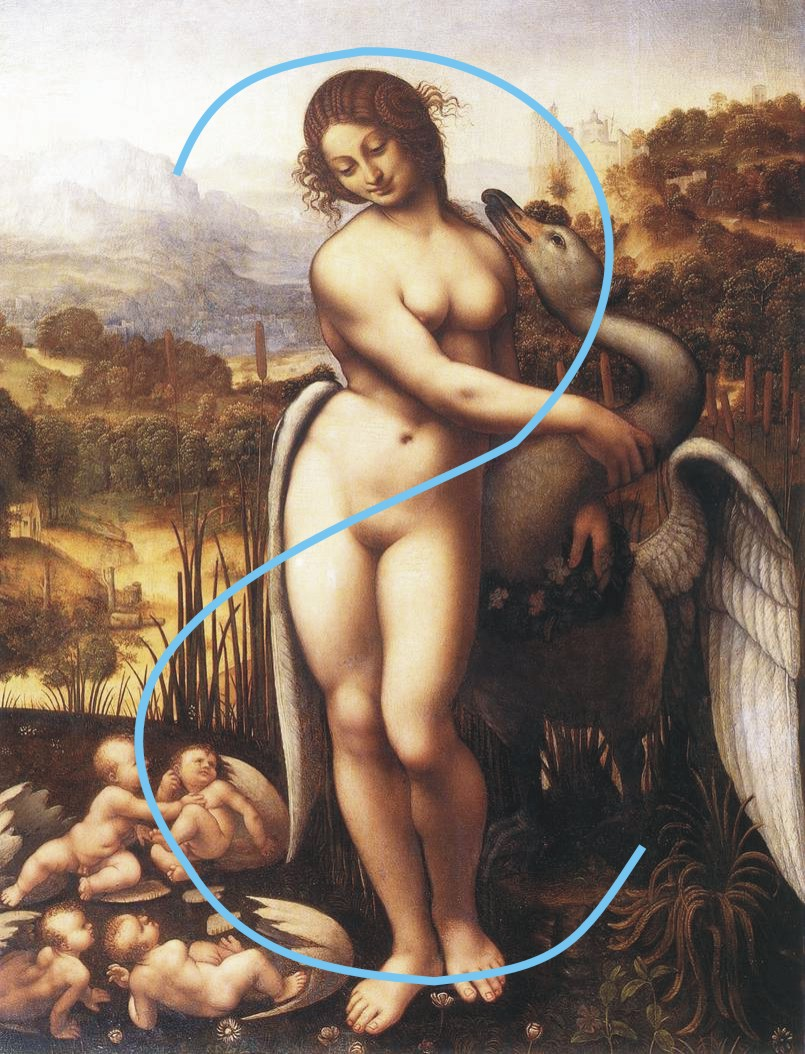
«Леда і лебідь», копія картини Леонардо да Вінчі, що не збереглася

Лінія краси (англ. Line of Beauty), також S-подібна лінія, S-подібний вигин — естетичне поняття, компонент художньої композиції, хвилеподібна крива лінія, яка надає зображенню особливої витонченості. Вона може створюватися обрисами, контурами зображеного предмета, або ж візуально формуватися кількома об'єктами.
Це поняття художньої композиції було запроваджене британським художником Вільямом Хогартом в його книзі «Аналіз краси» 1753 року. На думку Хогарта, ця лінія є невід'ємною частиною краси. За його теорією, S-подібна крива створює враження життя і діяльності, привертаючи увагу глядача, на відміну від прямих, паралельних або ліній, що перетинаються під прямим кутом і створюють підсвідоме враження застою, смерті, неживого предмета. "Основою краси він вважав гармонійне поєднання єдності й різноманітності, яке для нього втілювала хвилеподібна лінія. Ця лінія є головним елементом всіх живих, рухомих і природних об'єктів, що змінюються. Перенесена в тривимірний простір, вона стає, за його визначенням, змієподібною або «лінією привабливості» ".
«Багаторазово повторена, вона створює певний орнаментально-декоративний ефект, пов'язуючи воєдино обриси круглої пластинки [портрета], розташування фігури в просторі, ритм складок і пейзажні мотиви»..

## Джерело
- William Hogarth, The Analysis of Beauty